# Coenosmilia
Coenosmilia är ett släkte av koralldjur. Coenosmilia ingår i familjen Caryophylliidae.
Kladogram enligt Catalogue of Life:
| Coenosmilia | \| \| Coenosmilia arbuscula \| \| \| \| \| \| Coenosmilia inordinata \| \| \| \| |
|             | \| \| Coenosmilia arbuscula \| \| \| \| \| \| Coenosmilia inordinata \| \| \| \| |
|             | Coenosmilia arbuscula                                                            |
|             |                                                                                  |
|             | Coenosmilia inordinata                                                           |
|             |                                                                                  |